# La Jeune Fille de l'eau
Pour plus de détails, voir Fiche technique et Distribution.
La Jeune Fille de l'eau ou La Dame de l'eau au Québec (Lady in the Water) est un film fantastique américain réalisé par M. Night Shyamalan et sorti en 2006.

## Synopsis
Cleveland Heep (Paul Giamatti), gardien d'immeuble, découvre un jour une femme, Story (Bryce Dallas Howard), dans la piscine de sa résidence. Elle dit être poursuivie par des créatures maléfiques qui veulent l'empêcher de rejoindre son monde. Celle-ci affirme que l'entrée de son monde parallèle est tout au fond de la piscine, mais malheureusement fermé. Pour l'ouvrir, il faut décrypter une série de codes. Cleveland fait tout son possible pour aider cette nymphe aquatique.

## Fiche technique
Sauf indication contraire, les informations mentionnées dans cette section peuvent être confirmées par la base de données cinématographiques IMDb,  présente dans la section « Liens externes ».
- Titre français : La Jeune Fille de l'eau
- Titre québécois : La Dame de l'eau
- Titre original : Lady in the Water
- Réalisation et scénario : M. Night Shyamalan
- Photographie : Christopher Doyle
- Musique : James Newton Howard
- Montage : Barbara Tulliver et Dale Taylor
- Production : M. Night Shyamalan
- Sociétés de production : Warner Bros., Blinding Edge Pictures et Legendary Pictures
- Distribution : Warner Bros.
- Pays d'origine :  États-Unis
- Budget : 70 millions de dollars[1] (hors publicité)
- Durée : 105 minutes
- Dates de sortie[2] :
  -  États-Unis : 21 juillet 2006
  -  France,  Suisse romande : 23 août 2006
  -  Belgique : 13 septembre 2006
- Public : Accord parental[Où ?]

## Distribution
- Paul Giamatti (VF : Daniel Lafourcade ; VQ : Pierre Auger) : Cleveland Heep, gardien de l'immeuble, ex-médecin
- Bryce Dallas Howard (VF : Agathe Schumacher ; VQ : Aline Pinsonneault) : Story, nymphe aquatique
- Jeffrey Wright (VF : Jean-Louis Faure ; VQ : Marc-André Bélanger) : M. Dury
- Bob Balaban (VF : Jean-Pol Brissart ; VQ : Jacques Lavallée) : Harry Farber
- Sarita Choudhury (VF : Sophie Riffont ; VQ : Camille Cyr-Desmarais) : Anna Ran
- Cindy Cheung (en) (VF : Yumi Fujimori ; VQ : Julie Burroughs) : Young-Soon Choi
- M. Night Shyamalan (VF : Rémi Bichet ; VQ : Gilbert Lachance) : Vick Ran
- Freddy Rodríguez (VF : Emmanuel Garijo ; VQ : Louis-Philippe Dandenault) : Reggie
- Bill Irwin (VF : François Dunoyer ; VQ : Alain Zouvi) : M. Leeds
- Mary Beth Hurt (VF : Marion Loran) : Mlle Bell
- Noah Gray-Cabey (VF : Théo Echelard) : Joey Dury
- Tovah Feldshuh (VF : Danièle Hazan) : Mlle Bubchik
- Tom Mardirosian (VF : Robert Blanchet) : M. Bubchik
- Grant Monohon (VF : Éric Marchal) : Phat, le fumeur émacié
- Joseph D. Reitman (en) (VF : Patrick Gosselin) : le fumeur à cheveux longs
- Jared Harris (VF : Jean-Marc Charrier) : le fumeur à barbichette
- John Boyd (VF : Yann Guillemot) : le fumeur à un seul sourcil
- Ethan Cohn (VF : Tony Joudrier) : le fumeur à lunettes
- James Breen (VF : Thierry Murzeau) : l'agent de la SPA
- David Ogden Stiers (VF : Hervé Furic) : le narrateur
- Jeremy Howard : Tartutic
- Brian Steele (en) : Tartutic
- Kurt Carley : Tartutic
- Doug Jones : Tartutic

Note : Le Blu-ray français contient la piste québécoise.

## Production

### Genèse et développement
Le film est l'adaptation cinématographique d'un conte que M. Night Shyamalan a imaginé pour ses enfants : « Je raconte des histoires à mes enfants de manière très libre : n'importe quelle idée qui germe dans mon esprit est intégrée à l'histoire ». Il avait demandé à ses filles « Saviez-vous que quelqu'un vit sous notre piscine ? [...] À partir de là, le récit s'est transformé en véritable odyssée. Il y avait quelque chose dans cette histoire qui me donnait envie de la raconter chaque nuit, et de la prolonger. Une fois que j'en ai eu fini, mes filles et moi continuions d'en parler et de parler des personnages. C'est un récit qui a eu une étrange résonance dans notre famille ». En parallèle au scénario, le réalisateur-scénariste développe avec l'artiste Crash McCreery (qui a travaillé sur Le Village, Pirates des Caraïbes : La Malédiction du Black Pearl, Van Helsing et la saga Jurassic Park) les créatures qui apparaissent dans cette histoire.

« Mes films expriment l'état d'esprit dans lequel je me trouve, émotionnellement parlant. Chaque film aborde des questions auxquelles je suis confronté en tant qu'être humain. J'essaye d'être le plus honnête possible avec les spectateurs, donc j'essaye de parler honnêtement des choses qui me touchent personnellement, dans le contexte d'une fiction que tout le monde peut apprécier. (...) J'ai eu l'idée du Village et de La Jeune fille de l'eau au même moment, mais j'étais dans un état d'esprit plus sombre à cette époque, et Le Village était un moyen d'exprimer les questions qui me hantaient. Jusqu'où serais-je prêt à aller pour protéger ma famille ? Est-ce que je me couperais de la société ? Ferais-je les bons choix ? Je n'étais pas prêt pour une histoire optimiste. Mais aujourd'hui, je me sens inspiré et plein d'espoir, et La Jeune fille de l'eau est un reflet de ça. (...) Chaque fois que je dévie de ce que je suis censé faire sur cette Terre, je me sens malheureux. Quand je vois des gens qui ne rayonnent pas, qui n'ont pas cette aura que vous discernez chez les gens qui vous inspirent, c'est parce qu'ils ne font pas ce qu'ils sont censés faire. Ils n'ont pas encore trouvé leur but ici bas. Quand les gens verront ce film, j'espère qu'ils auront à nouveau de l'espoir en eux-mêmes et pour les autres. Un espoir que chacun trouve son but et que nous puissions tous faire ce à quoi nous sommes destinés. »

— M. Night Shyamalan
Le film devait être distribué par le Walt Disney Motion Pictures Group, qui avait été le distributeur des précédents films de M. Night Shyamalan, comme Sixième Sens et Signes. Le réalisateur s'entretient avec Nina Jacobson de Disney, cette dernière lui révèle que Dick Cook, le président du groupe n'apprécie par trop l'idée globale du film. Très déçu par cette décision, Shyamalan est très énervé. Il décide alors de se tourner vers la Warner Bros., qui accepte de le distribuer. La gestation difficile du film est retracée dans le livre The Man Who Heard Voices écrit par Michael Bamberger,,.

### Attribution des rôles
Dès l'écriture du script, Shyamalan a pensé à Paul Giamatti pour le rôle de Cleveland Heep, après l'avoir vu dans Sideways (Alexander Payne, 2004) : « J'ai été emballé par son humour, son humanité et sa capacité à tenir le rôle principal. J'ai ressenti pour lui ce que peu d'acteurs m'ont fait ressentir. (...) Giamatti est mon Richard Dreyfuss. Il peut vous faire rire et cependant vous faire ressentir la profondeur et la confusion de son personnage. S'en dégage alors un espoir pour l'humanité. »
Bryce Dallas Howard retrouve M. Night Shyamalan après avoir tourné dans son film précédent, Le Village. Il lui a d'ailleurs proposé le rôle de Story lors du tournage du Village. Elle raconte : « Je me suis assise par terre et je me suis mise à pleurer. Ça peut sembler très dramatique comme ça, mais je me sens très proche de Night et c'était énorme à mes yeux qu'il m'invite sur ce film. »
Habitué des caméos ou petits rôles dans ses films, M. Night Shyamalan incarne ici un personnage plus important : Vick Ran, un jeune écrivain qui va trouver l'inspiration et des réponses à ses questions quand il rencontre Story. Il explique : « Vick est un type très ordinaire, qui découvre que s'il termine ce qu'il a commencé à écrire, cela va provoquer quelque chose d'extraordinaire et son œuvre trouvera une résonance à travers le temps. Mais il devra donner sa vie pour cela. J'étais intéressé par l'idée de jouer un homme normal confronté à ce choix. »

### Tournage
Comme tous les films de M. Night Shyamalan depuis Éveil à la vie (1998), le tournage de La Jeune Fille de l'eau a eu lieu autour de Philadelphie en Pennsylvanie, là où il a grandi.
La plupart des scènes ont été tournées dans l'ordre chronologique de l'histoire, excepté les scènes aquatiques qui ont été faites à la fin du tournage.

### Musique
Albums de James Newton Howard
Blood Diamond
(2006) Camping-car
(2006)
La musique du film est composée par James Newton Howard, qui avait déjà travaillé avec Shyamalan pour Sixième Sens (1999), Incassable (2000), Signes (2002) et Le Village (2004). Les quatre dernières chansons de l'album sont des reprises de Bob Dylan, qui a beaucoup inspiré Shyamalan durant l'écriture du film , mais qui ne sont pas dans le film (a part Maggie's Farm repris par Silvertide que l'on entend diégetiquement lors d'une scène).
Liste des titres
1. Prologue
2. The Party
3. Charades
4. Ripples In The Pool
5. The Blue World'
6. Giving The Kii
7. Walkie Talkie
8. Cereal Boxes
9. Officer Jimbo
10. The Healing
11. The Great Eatlon
12. End Titles
13. The Times They Are A-Changin' – A Whisper in the Noise
14. Every Grain of Sand - Amanda Ghost
15. It Ain't Me Babe – Silvertide
16. Maggie's Farm – Silvertide

## Accueil

### Accueil critique
Le film reçoit globalement des critiques négatives. Sur l'agrégateur Rotten Tomatoes, il n'obtient que 24 % d'opinions favorables pour 211 critiques recensées. Sur Metacritic, il récolte la note moyenne de 36/100 pour 36 avis enregistrés.
Sur le site français Allociné, La Jeune Fille de l'eau obtient une moyenne de 2,7/5, pour 23 titres de presse. Parmi les critiques positives, Jean-Philippe Tessé écrit dans les Cahiers du cinéma : « Shy est un burlesque, catégorie primitif, qui se rêve fabuliste plein d'humour quand il est avant tout comique (...) Avec [lui], le fantastique se détache de l'univocité du genre et se fait Janus, dont l'étonnement est un des deux visages, l'autre étant le grotesque - l'un est la vérité de l'autre, ils sont la vérité du fantastique ». Dans Mad Movies, Laurent Duroche écrit « La candeur (...) de cette profession de foi est à la fois le meilleur ami et le pire ennemi du film ». Hélèna Villovitch de Elle remarque que l'« on s'immerge avec une flopée de personnages au caractère bien trempé » mais pense que le film est aussi « un conte quelque peu dilué ». Dans Le Monde, Jacques Mandelbaum est assez partagé : « un spectacle qui, parce qu'il prend le risque de sa candeur, n'en est pas moins recommandable ». Gaël Golhen du magazine Première pense que « La Jeune fille de l'eau est un pur objet théorique dans lequel Shyamalan réfléchit sur son propre cinéma, dissèque son travail d'écriture et dévoile les arcanes de son œuvre-rébus ».
Du côté des avis négatifs, Stéphanie Belpêche du Journal du dimanche écrit « On excuse la naïveté du propos, pas le manque de rythme ni les dialogues laborieux ». Dans Le Parisien, Charlotte Moreau regrette quant à elle un manque « à la fois de féerie et de réalisme ». Dans Ouest-France, on peut lire « on se prend à rire et à sourire de certaines scènes incongrues dans un scénario de bons sentiments ». Aurélien Ferenczi de Télérama est lui beaucoup plus virulent : « Shyamalan réinvente une cosmogonie bien à lui pour dire à quel point le monde moderne va dans le mur, on est vaincu par tant de bêtise, assénée avec tant de sérieux », tout comme Olivier Bonnard de TéléCinéObs : « Ce n'est pas un vulgaire ratage : c'est un suicide artistique ». Dans Libération, Philippe Azoury écrit que c'est un « film village global  qui boit la tasse ».

### Box-office
Le film est un échec cuisant au box-office, avec seulement 72 785 169 $ de recettes mondiales, pour un budget presque équivalent de 70 millions.
| Pays ou région    | Box-office      | Date d'arrêt du box-office | Nombre de semaines |
| ----------------- | --------------- | -------------------------- | ------------------ |
| États-Unis Canada | 42 285 169 $    | 24 septembre 2006          | 10                 |
| France            | 442 068 entrées | -                          | -                  |
| Total mondial     | 72 785 169 $    | -                          | -                  |

## Distinctions
Source : Internet Movie Database

### Récompense
- Razzie Awards 2007 : pire second rôle masculin pour M. Night Shyamalan, pire réalisateur pour M. Night Shyamalan

### Nominations
- Teen Choice Awards 2006 : meilleur drame, action ou aventure
- Young Artist Awards 2007 : meilleur jeune acteur dans un film - âgé de 10 ans ou moins pour Noah Gray-Cabey
- Razzie Awards 2007 : pire film, pire scénario